# 王恂 (元朝)
王恂（1235年—1291年），字敬甫，祖籍中山唐县，元朝数学家。

## 生平
年少聪慧，年十三，数学已頗有造诣。1249年到磁州紫金山从刘秉忠学习天文、地理、律历。
1258年奉忽必烈之招为太子伴读。1260年忽必烈登汗位，升王恂为太子赞善，有以算术妙天下之美名。

### 授时历
1279年任太史令，与郭守敬等学者一同改革中国历法，编成《授时历》，于1291年初颁布。在编《授时历》时，郭守敬负责观测，王恂负责计算。

## 数学成就
王恂推广隋唐时代二次内插法为三次内插法，用以计算太阳盈缩，太阴迟疾的差分，定差，平差，立差，并归纳出计算公式。王恂应用高超的数学，将球面上的弧线化为平面几何进行计算。王恂还将解四次方程的天元术用来解决历法问题。

## 延伸阅读
[在维基数据编辑]
 《元史·卷164》，出自宋濂《元史》